# Duża Synagoga w Jarosławiu

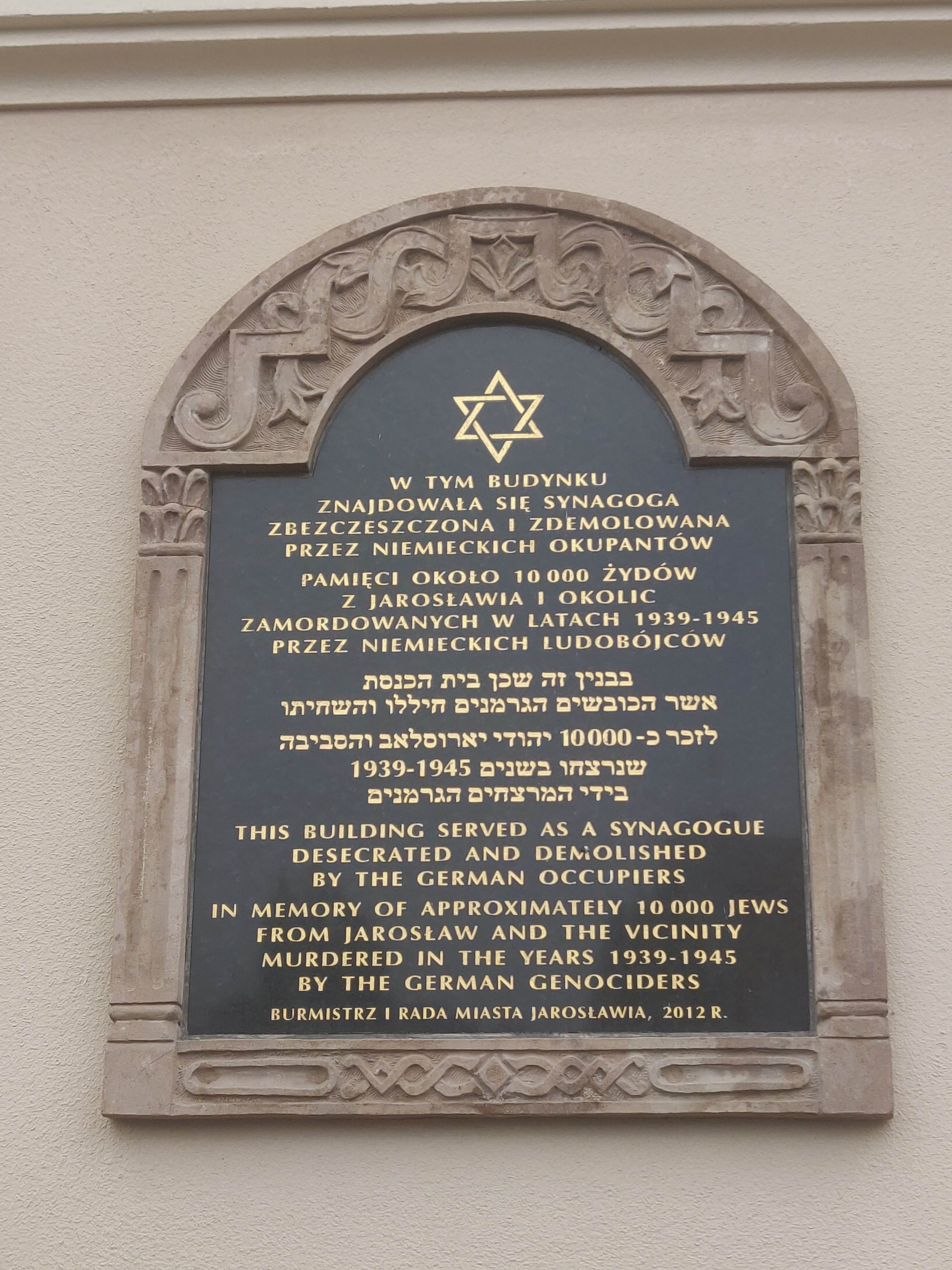
Tablica pamiątkowa

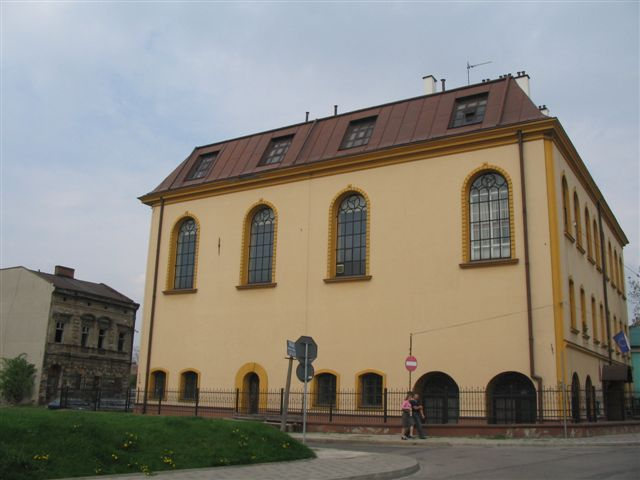
Synagoga

Duża Synagoga w Jarosławiu – największa synagoga znajdująca się w Jarosławiu między ulicą Ordynacką od strony północnej a Opolską 12 od strony południowej, na tzw. placu Bożnic.

## Historia
Zamysł budowy nowej synagogi narodził się zaraz po pożarze starej bożnicy. W 1810 roku zawiązał się komitet budowy synagogi, na czele którego stanął Naftali Herz. Budowa została ukończona w 1811 roku. W 1905 roku została gruntownie wyremontowana.
Według relacji Mieczysława Orłowicza synagogę wzniesiono z materiału pochodzącego z rozebranej na skutek zawalenia się wieży kolegiaty Wszystkich Świętych. Hipoteza ta jednak od początku podawana była w wątpliwość. Ze względów religijnych, Żydom nie wolno było używać materiałów pochodzących z rozbiórki świątyni katolickiej. Ostatecznie potwierdziły to prace wykopaliskowe przeprowadzone w latach 60. XX wieku. Odkryto wówczas, że synagoga została w całości zbudowana z nowych cegieł. 
Podczas II wojny światowej Niemcy doszczętnie zdewastowali wnętrze synagogi. Po zakończeniu wojny przez kilka lat stała opuszczona. W 1954 roku o budynek starał się Związek Branżowy Spółdzielni Chemiczno-Mineralnych w Rzeszowie, który chciał w niej urządzić zakład szklarsko-chemiczny i spółdzielnię szklarsko-chemiczną. W protokole zdawczo-odbiorczym z 5 lipca 1954 roku napisano:
"[...] budynek [...] jest w stanie daleko posuniętego zniszczenia. W szczególności stwierdzono, że mury budynku podtrzymujące konstrukcję dachową są grube i zupełnie zdrowe, zaś dach sklepienia, podłogi, schody i wyprawa ścian jest kompletnie zniszczona tak, że ogólne zniszczenia Komisja zgodnie ustala na 60%, natomiast pokrycie dachu jest całkowicie zerwane [...]".
W 1955 roku Związek Branżowy Spółdzielni Chemiczno-Mineralnych zrezygnował z użytkowania synagogi i w związku z tym od 1 października tego samego roku została przekazana w zarząd i bezpłatne użytkowanie Wydziałowi Oświaty Prezydium Wojewódzkiej Rady Narodowej w Rzeszowie z przeznaczeniem na Dom Harcerza oraz magazynów M.H.D.
W 1962 roku synagoga została przekazana Państwowemu Liceum Sztuk Plastycznych im. Stanisława Wyspiańskiego z przeznaczeniem na sale wystawowe. W protokole zdawczo-odbiorczym z 21 maja 1962 roku napisano:
"[...] Stan fundamentów budynku jest dobry i nie budzi zastrzeżeń. Ściany z cegły na zaprawie wapienno cementowej, na elewacji północnej widoczne jest pęknięcie pionowe oraz od strony zachodniej widoczne ślady wietrzenia zewnętrznej warstwy cegły. Pomieszczenia "babińca" oraz traktów komunikacyjnych są nakryte sklepieniami odcinkowymi między dźwigarami w stanie dobrym, natomiast sala modlitw jest przysklepiona sklepieniami krzyżowymi wsparciem na czterech filarach "bimy". Stan techniczny sklepień jest zły oraz istnieje możliwość częściowej ich wymiany i remontu. Sklepienie sali modlitw ze względu na systematyczne zamakanie /brak dachu/ nie posiada tynków oraz cegła wskazuje duże ubytki. Budynek posiada szczątki pierwotnego wiązania dachowego, które ze względu na zagrzybienie nie posiada żadnej wartości technicznej. Komisja widzi konieczność przemurowania paru warstw górnych gzymsu wieńczącego. Pozostała żelazna stolarka okienna będzie musiała być wymieniona z okazji zmiany funkcji i przeznaczenia obiektu".
W związku z tym synagoga została w latach 1965–1973 zaadaptowana do nowych funkcji i gruntownie wyremontowana. Wówczas m.in. położono nowy dach, przeprowadzono konserwację babińca, usunięto pozostałości elementów kultu religijnego, a mianowicie: górny fragment Aron ha-kodesz, cztery tablice inskrypcyjne oraz zabielono istniejące fragmenty polichromii. Wspomniane elementy zostały przekazane Muzeum w Jarosławiu.
W 1990 roku przeprowadzono rozległy remont budynku, przeprowadzono konserwację babińca oraz położono nowy dach. Od 1998 roku w budynku mieści się Instytut Informatyk Państwowej Wyższej Szkoły Zawodowej. W ostatnich latach na mocy ustawy z 1997 roku o restytucji mienia żydowskiego, synagoga została zwrócona Gminie Wyznaniowej Żydowskiej w Krakowie. Obecnym opiekunem obiektu jest Fundacja Ochrony Dziedzictwa Żydowskiego.

## Architektura
Murowany z cegły budynek synagogi, został wzniesiony na planie kwadratu o wymiarach 24 na 24 metry i wysokości 10 metrów. Wewnątrz znajduje się kwadratowa główna sala modlitewna o boku 7 metrów i wysokości dwóch kondygnacji, trzy parterowe przedsionki oraz nawa boczna o trzech kondygnacjach zawierających osiem pomieszczeń, w tym babińce. Kubatura budynku wynosi 5200 m³.
Główna sala modlitewna przekryta jest sklepieniem krzyżowym, dziewięciopolowym o zmniejszonym polu środkowym, typu halowego, podparte czterema filarami o jońskich głowicach, między którymi pierwotnie znajdowała się bima. Do dziś z oryginalnego wyposażenia zachowała się górna część oprawy Aron ha-kodesz oraz trzy tablice inskrypcyjne z lat 1811–1824, znajdujące się w zbiorach Muzeum Zamek w Łańcucie. Do dziś w większości zachował się także wystrój zewnętrzny oraz charakterystyczne, półokrągło zakończone okna.